# Хемпшир (броненосен крайцер, 1903)
Хемпшир (на английски: HMS Hampshire, Кораб на Негово Величество „Хемпшир“) е броненосен крайцер, един от шестте крайцера от типа „Девоншир“, построени за Кралския флот на Великобритания през първото десетилетие на 20 век. След влизането си в строй се включва в състава на 1-ва крайцерска ескадра на Флота на Канала. През 1909 г., след ремонт, е преведен в резерв, в състава на 3-ти флот, където се числи до 1911 г., когато „Хемпшир“ е преведен в състава на Средиземноморския флот. През 1912 г. крайцерът е преведен от Средиземно море на Китайската станция, където и служи до началото на Първата световна война (август 1914 г.).
След началото на войната до края на 1914 г. „Хемпшир“ участва в лова на германските рейдери, след което е преведен в състава на Гранд Флийт. Със завръщането му в английски води „Хемпшир“ е включен в състава на 7-а ескадра крайцери. През 1916 г. „Хемпшир“ е преведен във 2-ра ескадра, в състава на която той участва в Ютландското сражение. Няколко дни по-късно крайцерът взема на борда си фелдмаршал лорд Кичънър, за посещение в Русия. По време на похода „Хемпшир“, както е прието да се смята, се натъква на германска морска мина и потъва с много жертви. Сред загиналите е и Кичънър със своя щаб.

## Строителство и служба
„Хемпшир“ е кръстен в чест на едноименното английско графство. Той е заложен на стапелите на компанията „Армстронг“ (Armstrong Whitworth) на 1 септември 1902 г. и е спуснат на вода на 24 септември 1903 г. Строежа е завършен на 15 юли 1905 г. , след влизането в строй е приписан към 1-ва крайцерска ескадра от Флота на Канала заедно с повечето еднотипни му кораби. През декември 1908 г. крайцерът влиза за ремонт в кралската корабостроителница в Портсмут. През август 1909 г. е преведен в резерв, в състава на 3-ти флот. През декември 1911 г. отново влиза в строй, в състава на 6-а крайцерска ескадра на Средиземноморския флот, през 1912 г. е преведен в Китайската станция.
Когато започва войната, „Хемпшир“ се намира във Вейхай заедно с малка ескадра на командващия Китайската станция вицеадмирала сър Мартин Джерам. Крайцерът получава заповед, съвместно с броненосния крайцер „Минотавър“ и лекия крайцер „Нюкасъл“ да унищожи германската радиостанция на тихоокеанския остров Яп. На 11 август, на път за Яп, британският отряд пленява и потопява въглевоза SS Elspeth. Към този момент „Хемпшир“ е изчерпил запаса си от въглища, останалите на борда са недостатъчни за плаване до Яп. Джерам заповядва на крайцера да се насочи към Хонконг, с пленените от потопения въглевоз. В края на месеца „Хемпшир“ получава заповед да се насочи към Холандската Ост Индия за издирване на германските рейдери. В Бенгалския залив, по това време, действа германския бронепалубен крайцер „Емден“. „Хемпшир“ получава заповед да открие немския рейдер, което той прави през октомври и началото на ноември, заедно със спомагателния крайцер „RMS Empress of Asia“. На 9 ноември 1914 г. „Емден“ е потопен от австралийския лек крайцер „Сидни“ в боя при Кокосовите острови.
Скоро след като „Емден“ е потопен и необходимостта от издирването му отпада, „Хемпшир“ е привлечен към охрана на конвой с войски на АНЗАК, плаващ за Египет. През декември „Хемпшир“ пристига за ремонт в Гибралтар, след което е присъединен към Гранд Флийт. През януари 1915 г. крайцерът е включен в състава на 7-а крайцерска ескадра. През ноември същата година „Хемпшир“ охранява корабоплаването в Бяло море. На 31 май 1916 г. „Хемпшир“ участва в Ютландската битка, в състава на 2-ра крайцерска ескадра.

## Гибел
На 5 юни 1916 г. „Хемпшир“ потъва в пролива при островите Оркни, предположително след взрив на мина, поставена месец преди това от немската подводница U-75. От над 700 души екипаж на крайцера и пътници оцеляват само дванадесет. Един от загиналите е военният министър на Великобритания лорд Кичънър, плаващ на него с дипломатическа мисия за Русия през Архангелск.

## След потъването
Потъналият кораб е разположен в точка с координати 59°7.065' с. ш. и 3°23.843' з. д., и се намира под защитата на Закона за военните погребения от 1986 г. Във връзка с това гмуркането към него без специално разрешение е забранен. Корабът лежи с кила нагоре на дълбочина 55 – 70 метра. През 1983 г. от „Хемпшир“ нелегално са вдигнати на сушата един от винтовете и част от гребния вал. Днес тези останки може да се видят в залива Скапа флоу на остров Хой (от островите Оркни).